# Claudia Klüppelberg
Claudia Klüppelberg (Kirchheimbolanden, 1953) é uma matemática alemã, especialista em teoria das probabilidades, conhecida por seu trabalho sobre análise de riscos. É professora emérita de estatística matemática na Universidade Técnica de Munique.

## Formação e carreira
Klüppelberg obteve um doutorado em 1987 na Universidade de Mannheim, com a tese Subexponentielle Verteilungen und Charakterisierungen verwandter Klassen, orientada juntamente por Horand Störmer e Paul Embrechts.
Obteve a habilitação em 1993 no Instituto Federal de Tecnologia de Zurique. Foi então professora de estatística aplicada na Universidade de Mainz, indo em 1997 para a Universidade Técnica de Munique. Aposentou-se em 2019.

## Livros
Klüppelberg é co-autora de
- Modelling Extremal Events: for Insurance and Finance (with Paul Embrechts and Thomas Mikosch, Springer, 1997)[3]

She is the co-editor of
- Complex Stochastic Systems (edited with Ole Barndorff-Nielsen and David R. Cox, Chapman & Hall/CRC, 2001)[4]
- Risk - A Multidisciplinary Introduction (edited with Daniel Straub and Isabell M. Welpe, Springer, 2014)

## Reconhecimentos
Klüppelberg recebeu a Ordem do Mérito da República Federal da Alemanha. É fellow do Institute of Mathematical Statistics.